# Tres hombres malos
Tres hombres malos (3 Bad Men) es una película estadounidense de 1926 adscrita al género del western, dirigida por John Ford. Basada en la novela Over the Border, de Herman Whitaker, fue producida por Fox Film Corporation y protagonizada en sus principales papeles por George O'Brien y Olive Borden.

## Sinopsis
En una América que no cesa de recibir emigrantes, el territorio indio de Dakota, en el que la aparición de oro ha suscitado la codicia de muchos, es el destino para otras personas que quieren labrarse un futuro. En una de las muchas caravanas que hacia allí van, viaja la hermosa Lee (Olive Borden) acompañada de su padre. Próximo a ella se encuentra el joven irlandés Dan O'Malley (George O'Brien). Paralelamente, tres forajidos de aspecto siniestro observan la caravana con el claro propósito de robar los caballos. Cuando están dispuestos a hacerlo, se ven sorprendidos por el inesperado ataque a los colonos por parte de otro grupo de bandidos. Atraídos por la codicia, los tres facinerosos se acercarán a la caravana y acabarán seducidos por la belleza y simpatía de la joven Lee, de quien se erigirán en protectores.
Bull, Mike y Spade, los tres bandidos de buen corazón, adoptarán a Lee tras la muerte de su padre y se encargarán de buscarle un marido apropiado, destino que acabará asumiendo gustoso el buen Dan. Todo ello mientras se nos muestra la espectacular carrera para la adquisición de tierras en Dakota y los turbios manejos del auténtico malvado del lugar, el sheriff Layne Hunter. El sincero cariño que los tres bandidos sienten por la joven y la conciencia de estar en un lugar que ya no les corresponde, les llevará a expiar sus pasadas culpas defendiendo hasta el final una causa aparentemente perdida.

## Dirección
John Ford se había dado a conocer con una larga y rentable serie de westerns protagonizada por Harry Carey, y había obtenido un gran éxito dos años antes con El caballo de hierro (The Iron Horse, 1924). Tras rodar varias películas de géneros diferentes, retornó con ésta a sus orígenes. Si bien el episodio histórico de la carrera por la disputa de las tierras libres de Dakota podría haber dado lugar a otra epopeya similar a la de El caballo de hierro, Ford le dotó de un contenido muy distinto, convirtiendo en auténticos protagonistas del filme a tres villanos, y atribuyendo el papel de malvado a un agente de la ley.
La fluida combinación de drama y comedia es uno de los aciertos de la película. Por otra parte, la definición de los tres hombres malos que dan título a la obra, auténtico protagonista colectivo de la misma, como personajes propios de una época ya superada que asumen su falta de lugar en los nuevos tiempos, anticipa en varias décadas el western crepuscular de Los profesionales de Richard Brooks o The Wild Bunch de Sam Peckinpah.
Ello no impide la inclusión de la espectacular secuencia de la carrera, cuyo rodaje requirió de dos días y la utilización de abundantes medios, y que sería imitada posteriormente tanto en las dos versiones de Cimarrón —la que rodó Wesley Ruggles en 1931 y la de Anthony Mann de 1960— como por Ron Howard en Far and Away (si bien en los tres casos en relación con Oklahoma). La gran cantidad de personajes y detalles tanto en los prolegómenos como en el desarrollo de la carrera (control por la caballería, colono montado en bicicleta, periodista que informa desde el interior del mismo evento, colonos que quedan varados en la tierra y deciden que ésta será su nuevo hogar...) constituyen uno de los logros más apreciados por la crítica y más imitados con posterioridad.
A pesar de estar considerada por diversos especialistas como la mejor obra de Ford antes de la llegada del cine sonoro, la película no fue igualmente apreciada por el público de la época. Quizá por ese relativo fracaso, Ford tardaría trece años en volver al género por el que más es recordado.

## Interpretación
George O'Brien ya había protagonizado El caballo de hierro y trabajado con Ford en otras dos películas más. Era uno de los habituales galanes de la Fox en la época, y su colaboración con Ford se prolongaría durante décadas, aunque no siempre en papeles tan destacados.
Habitual en el cine de Ford era también J. Farrel McDonald, quien había trabajado con él ininterrumpidamente en sus cinco anteriores películas. No es el caso de la protagonista femenina, Olive Borden, en su primera colaboración con el director. Borden fue una importante estrella en la época del cine mudo, pero su carrera cinematográfica duró pocos años tras la llegada del sonoro.

### Reparto
| - George O'Brien - Dan O'Malley - Olive Borden - Lee Carlton - Lou Tellegen - Sheriff Layne Hunter - Tom Santschi - 'Bull' Stanley - J. Farrell MacDonald - Mike Costigan - Frank Campeau - 'Spade' Allen | - Priscilla Bonner - Millie Stanley - Otis Harlan - el editor Zach Leslie - Phyllis Haver - Lily - George Harris - Joe Minsk - Alec B. Francis - el reverendo Benson - Jay Hunt - Nat Lucas | - Grace Gordon - la amiga de Millie - George Irving - el general Neville - Bud Osborne - esbirro de Hunter - Vester Pegg - esbirro de Hunter - Walter Perry - Pat Monahan |